# Municipio de Croke
El municipio de Croke (en inglés: Croke Township) es un municipio ubicado en el condado de Traverse en el estado estadounidense de Minnesota. En el año 2010 tenía una población de 75 habitantes y una densidad poblacional de 0,81 personas por km².

## Geografía
El municipio de Croke se encuentra ubicado en las coordenadas 45°42′56″N 96°26′56″O / 45.71556, -96.44889. Según la Oficina del Censo de los Estados Unidos, el municipio tiene una superficie total de 92.69 km², de la cual 92,69 km² corresponden a tierra firme y (0 %) 0 km² es agua.

## Demografía
Según el censo de 2010, había 75 personas residiendo en el municipio de Croke. La densidad de población era de 0,81 hab./km². De los 75 habitantes, el municipio de Croke estaba compuesto por el 94,67 % blancos, el 4 % eran afroamericanos y el 1,33 % eran de una mezcla de razas. Del total de la población el 0 % eran hispanos o latinos de cualquier raza.